# Раян Лохте
Раян Лохте  (англ. Ryan Lochte, /ˈlɒkti/, 3 серпня 1984) — американський плавець, олімпійський чемпіон. Раян Лохте є шестиразовим олімпійським чемпіоном і має в своєму арсеналі 12 олімпійських нагород.

## Виступи на Олімпіадах
| Олімпіада   | Дисципліна                            | Місце |
| ----------- | ------------------------------------- | ----- |
| Афіни 2004  | естафета 4 × 200 вільним стилем       | 1     |
| Афіни 2004  | 200 метрів, комплексне плавання       | 2     |
| Пекін 2008  | естафета 4 × 200 вільним стилем       | 1     |
| Пекін 2008  | плавання на 200 метрів на спині       | 1     |
| Пекін 2008  | 200 метрів, комплексне плавання       | 3     |
| Пекін 2008  | 400 метрів, комплексне плавання       | 3     |
| Лондон 2012 | плавання на 200 метрів вільним стилем | 4     |
| Лондон 2012 | естафета 4 × 100 вільним стилем       | 2     |
| Лондон 2012 | естафета 4 × 200 вільним стилем       | 1     |
| Лондон 2012 | плавання на 200 метрів на спині       | 3     |
| Лондон 2012 | 200 метрів, комплексне плавання       | 2     |
| Лондон 2012 | 400 метрів, комплексне плавання       | 1     |